# سيدني ستانلي
سيدني ستانلي (14 ديسمبر 1933 في جنوب أفريقيا - ) (بالإنجليزية: Sidney Stanley)‏ هو لاعب كريكت جنوب أفريقي. لعب مع Gauteng (cricket team) ‏ ونادي الشماليين للكريكت ‏.

## وصلات خارجية
- سيدني ستانلي على موقع إي آس بي آن كريك إنفو (الإنجليزية)